# Ранза
Ранза (англ. Runza , также bierock, krautburger, или kraut pirok) — американский пирожок из дрожжевого теста с начинкой, состоящей из говядины, капусты или квашеной капусты, лука и приправ. Ранзы можно испечь различной формы: полумесяц, прямоугольник, круглый (булочка), квадрат или треугольник. Ранзы, продаваемые в сети ресторанов Runza, имеют прямоугольную форму, тогда как многие пирожки, продаваемые в Канзасе, представляют собой круглые булочки.
Вариации могу включать сыр Чеддер, швейцарский сыр и грибы, есть рецепты по-итальянски, с халапеньо, вегетарианский
Ранза — это региональное блюдо Небраски, которое некоторые авторы называют «такой же частью Небраски, как футбольная команда Nebraska Cornhuskers football». Пирожок подается Обществом Небраски в Вашингтоне, округ Колумбия, и Обществом Небраски в Нью-Йорке на мероприятиях «Вкус Небраски» и был выбран для представления штата на мероприятии Flavored Nation, где подают культовые блюда из всех пятидесяти штатов.

## История
Ранза произошёл от восточноевропейского пирога или, точнее, от его маленькой версии, пирожка. В XVIII веке поволжские немцы создали свой вариант пирожка, бирак, из дрожжевого теста с похожими ингредиентами. Когда политический климат повернулся против немцев Поволжья в рамках русификации, включая угрозу призыва в российскую армию, многие эмигрировали в Соединенные Штаты, создавая общины на Великих равнинах. Эти иммигранты, в том числе семья Бренингов, поселившаяся недалеко от Саттона, штат Небраска, привезли с собой свои рецепты бирака. Саре «Салли» Эверетт (урожденная Бренинг), родом из Саттона, приписывают адаптацию семейного рецепта бирака в ранзу, а также изобретение названия для пирожка. В 1949 году Эверетт вместе со своим братом Алексом занялась бизнесом по продаже ранза в Линкольне.

## Этимология
Многие источники сходятся во мнении, что Салли Эверетт придумала название «ранза», хотя вполне вероятно, что она адаптировала его из существующего названия; либо от «krautrunz», другое более старое немецкое название бирака; либо использовав нижненемецкое «runsa», что означает «живот», намекая на слегка закругленную форму изделия из теста. Современное немецкое слово «ranzen», также означающее «ранец», происходит от слова «runsa». Слово «runza» зарегистрировано в США как торговая марка, принадлежащая сети ресторанов Runza.